# Буралы (Татарстан)
Буралы́ (тат. Буралы) — село в Азнакаевском районе Республики Татарстан, в составе Чубар-Абдулловского сельского поселения.

## Этимология
Топоним произошёл от татарского слова «буралы» (со срубом).

## География
Деревня находится на реке Буралы, в 36 км к северо-западу от районного центра — города Азнакаево.

## История
В «Списке населенных мест по сведениям 1859 года», изданном в 1864 году, населённый пункт упомянут как казённая деревня Буралы 1-го стана Бугульминского уезда Самарской губернии. Располагалась при речке Бурале, в 60 верстах от уездного города Бугульмы и в 35 верстах от становой квартиры в казённой и башкирской деревне Альметева (Альметь-муллина). В деревне в 60 дворах жили 443 человека (208 мужчин и 235 женщин). Была мечеть.

## Население
| 1859 | 1897 | 1926 | 1938 | 1949 | 1958 | 1970 | 1979 | 1989 | 2002 | 2010 | 2015 |
| ---- | ---- | ---- | ---- | ---- | ---- | ---- | ---- | ---- | ---- | ---- | ---- |
| 443  | 857  | 778  | 805  | 716  | 660  | 729  | 480  | 294  | 380  | 333  | 328  |

Национальный состав села — татары.

## Инфраструктура
Детский сад «Балкыш» (с 2012 года).

## Религия
В 1996 году открыта мечеть.